# 직접 전환 전략
직접 전환 전략(direct cutover strategy)은 한 순간에 기존 시스템을 새로운 시스템으로 완전히 바꾸는 전략이다. 이 접근은 새로운 시스템에 심각한 문제가 발견된다면 엄청난 비용이 들 수 있는 매우 위험한 접근이다. 백업할 시스템이 없어 엄청난 혼란과 수정 비용이 발생하게 된다.